# Pterostylis trullifolia
Pterostylis trullifolia är en orkidéart som beskrevs av Joseph Dalton Hooker. Pterostylis trullifolia ingår i släktet Pterostylis och familjen orkidéer. Inga underarter finns listade i Catalogue of Life.